# Pedicia (Pedicia) cockerelli
Pedicia (Pedicia) cockerelli is een tweevleugelige uit de familie Pediciidae. De soort komt voor in het Palearctisch gebied.